# Гірнича промисловість Нігеру

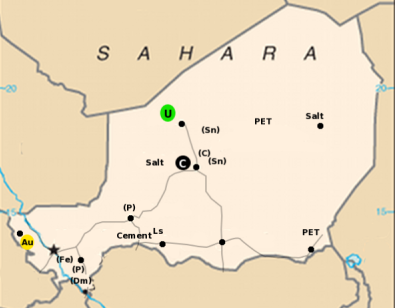
Known and exploited Mineral resources of Niger, data derived from US Geological Survey. Colored circles represent current mining centers. Unexploited but proved resources in parentheses.
- Золото: Au
- Вугілля кам'яне: C
- Алмаз: Dm
- Залізна руда: Fe
- Limestone: Ls
- Phosphate: P
- Petroleum, crude: Pet
- Tin: Sn

Гірнича промисловість Нігеру.

## Загальна характеристика
Мінерально-сировинний сектор економіки Нігера в кінці ХХ ст. спирався на уранову промисловість з виробництвом приблизно 3 тис. т U на рік. Частка гірничодобувної промисловості у ВВП близько 10-12 %.

## Окремі галузі

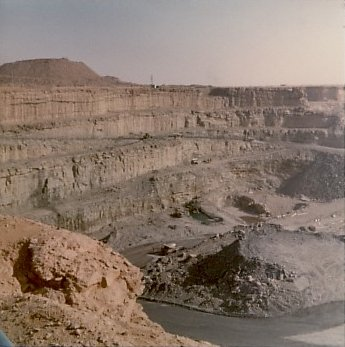
Кар'єр COMINAK з видобутку уранових руд. Підприємство "Арлі"

Уранова промисловість. Видобуток уранових руд ведеться з 1970. В 1990-х роках діяли два підприємства — «Арлі» і «Акута». Розробка руд на «Арлі» ведеться відкритим способом на глибині 20-25 м, вміст оксиду в руді 0,25 %. Збагачуються руди купчастим вилуговуванням. Вміст оксиду в концентраті 70 %. Підприємство «Акута» діє з 1978. Руди, що містять 0,4 % U3O8, розробляються підземним способом на глибині близько 250 м, система розробки — камерно-стовпова. Збагачувальна фабрика працює за тією ж схемою, що і «Арлі». З 1979 з руд попутно добувають молібден (близько 400 т на рік). Перспективи розвитку уранодобувної промисловості пов'язані з розробкою нових родовищ Арні, Імурарен, Вест-Афасто і Азелік.
В 1971 почався видобуток уранової руди в Арліте на плато Аїр. Її вели спільна франко-нігерська і декілька приватних компаній. У кінці 1970-х років в районі Аїра франко-нігерський консорціум за участю японської компанії побудував ще одну уранодобувну шахту. В 1970-х роках урановий експорт формував 70 % національного бюджету. Але надалі ця частка зменшилася внаслідок зменшення цін на уран. 
У 1995 на частку уранових концентратів припадало 60 % прибутків від експорту.
У 1997 р. експорт U забезпечив 70 % загальних експортних надходжень і близько 40 % надходжень до бюджету.
У 1999 р виробництво природного урану склало 2960 т (3-є місце у світі після Канади та Австралії), 2001 — 2919 т, 2002 р — 2654 т [World Nuclear Association]. На початку XXI ст. декілька компаній контролюють урановий та інший видобуток в основному регіоні Ліптако (Liptako): AGMDC, Carlin, Geoservice, Managem, Onarem і Sati. Є дві уранові копальні — Akouta І Arlit, на півночі Нігера, оператор яких — французька компанія Cogema.
Вугілля. В 1980 поблизу Агадеса розпочалася розробка кам'яного вугілля. На межі ХХ-XXI ст. в Нігері експлуатується одна шахта продуктивністю 150 тис. т вугілля на рік.
Відкритим способом на копальні Anou-Anarem, на заході краю Air Massif видобувають вугілля (163 275 т у 2001, оператор — Sonichar).
Золото. Компанії Etruscan і Placer Mining на початку XXI ст. ввели в експлуатацію золотодобувне підприємство Samira Hill продуктивністю 2080 кг/рік. Компанія Etruscan планує будівництво підприємства Koma Bangou на родовищі, запаси якого оцінюються в 10,3 млн т руди з середнім вмістом Au 2,47 г/т.
Фірми AGMDC, Etruscan, Semafo, Managem (Morocco’s ONA Group) на початку XXI ст. здійснюють золотовидобувний проект. На родовищі Koma Bangou у 2001 р вироблено перших 920 унцій золота.
Інші корисні копалини. В Нігері добувають невелику кількість олов'яної руди (родовища Тарауаджі, Адрар-ель-Меккі в районі Аїр. У 1978 поблизу Ніамея почалася розробка фосфоритів. Їх видобувають також і в районі Тахуа. Кухонну сіль добувають з підземних розсолів (Тегіддан-Тесум і інші).

## Імпорт
Імпортуються нафтопродукти, сірка, алюмінієва сировина і інші види корисних копалин.

## Геологічна служба.
Питання пошуку і видобутку мінеральної сировини курує Міністерствово гірничої справи і промисловості. На початку XXI ст. ліцензію дослідження на дорогоцінні камені має компанія Gem Vest, на золото — компанія Geoafrica; на олово — Secomi, на уран — Cominak, Irsa-Onarem і Onarem, на нафту — Exxon, Petronas, Algerian Sonatrach and Niger.